# Вахрушев Андрій Геннадійович
Андрій Геннадійович Вахрушев (17 травня 1965 року, Кірово-Чепецьк, Кіровська область, РРФСР, СРСР) — радянський хокеїст, нападник. Переможець юріорського чемпіонату Європи.

## Біографічні відомості
Вихованець кірово-чепецької хокейної школи (перший тренер — Ю. В. Ложкін). У 14 років виконав норматив кандидита у майстри спорту, з 17 — майстер спорту СРСР.
1982 року став гравцем московського «Динамо», з котрим у наступному сезоні став володарем Кубка Шпенглера. Наприкінці першості СРСР 1984/1985 разом з Ігорем Акулініним підсилив харківське"Динамо", яке боролося за путівку в елітний дивізіон.
Чемпіон Європи серед юніоров (1983) і бронзовий призер молодіжної першості світу (1985 рік).
У 1998—1999 роках працював у «Іжсталь» на посаді начальника команди.

## Досягнення
- Чемпіон Європи серед юніорів (1): 1983
- Бронзовий призер молодіжного чемпіонату світу (1): 1985
- Володар Кубка Шпенглера (1): 1983

## Статистика
| Сезон                | Клуб                       | Ліга                 | Регулярний сезон | Регулярний сезон | Регулярний сезон | Регулярний сезон | Регулярний сезон | Перехідний турнір | Перехідний турнір | Перехідний турнір | Перехідний турнір | Перехідний турнір |
| Сезон                | Клуб                       | Ліга                 | І                | Г                | П                | О                | ШХ               | І                 | Г                 | П                 | О                 | ШХ                |
| -------------------- | -------------------------- | -------------------- | ---------------- | ---------------- | ---------------- | ---------------- | ---------------- | ----------------- | ----------------- | ----------------- | ----------------- | ----------------- |
| 1980-81              | «Олімпія» (Кірово-Чепецьк) | СРСР-3               |                  | 1                |                  |                  |                  |                   |                   |                   |                   |                   |
| 1981-82              | «Олімпія» (Кірово-Чепецьк) | СРСР-3               | 31               | 16               | 6                | 22               | 4                |                   |                   |                   |                   |                   |
| 1982-83              | «Динамо» (Москва)          | СРСР                 | 4                | 0                | 0                | 0                | 0                |                   |                   |                   |                   |                   |
| 1984-85              | «Динамо» (Москва)          | СРСР                 | 2                | 0                | 0                | 0                | 0                |                   |                   |                   |                   |                   |
| 1984-85              | «Динамо» (Харків)          | СРСР-2               | 10               | 3                | 0                | 3                | 6                |                   |                   |                   |                   |                   |
| 1985-86              | «Іжсталь» (Устінов)        | СРСР                 | 22               | 1                | 0                | 1                | 8                | 26                | 5                 | 7                 | 12                | 8                 |
| 1986-87              | «Іжсталь» (Устінов)        | СРСР-2               | 64               | 15               | 12               | 27               | 8                |                   |                   |                   |                   |                   |
| 1987-88              | «Іжсталь» (Іжевськ)        | СРСР                 | 26               | 6                | 1                | 7                | 4                | 36                | 10                | 4                 | 14                | 4                 |
| 1988-89              | «Іжсталь» (Іжевськ)        | СРСР-2               | 72               | 25               | 25               | 50               | 18               |                   |                   |                   |                   |                   |
| 1989-90              | «Іжсталь» (Іжевськ)        | СРСР-2               | 51               | 16               | 15               | 31               | 22               |                   |                   |                   |                   |                   |
| 1989-90              | «Прогрес» (Глазов)         | СРСР-3               | 4                | 3                | 0                | 3                | 0                |                   |                   |                   |                   |                   |
| 1990-91              | «Іжсталь» (Іжевськ)        | СРСР-2               | 18               | 4                | 3                | 7                | 12               |                   |                   |                   |                   |                   |
| 1991-92              | «Іжсталь» (Іжевськ)        | СРСР-2               | 63               | 24               | 13               | 37               | 24               |                   |                   |                   |                   |                   |
| Всього у вищій лізі  | Всього у вищій лізі        | Всього у вищій лізі  | 54               | 7                | 1                | 8                | 12               | 0                 | 0                 | 0                 | 0                 | 0                 |
| Всього в першій лізі | Всього в першій лізі       | Всього в першій лізі | 278              | 87               | 68               | 155              | 90               | 62                | 15                | 11                | 26                | 12                |

У юніорській і молодіжній збірних:
| Рік  | Команда          | Турнір | Місце | І | Г | П | О | ШХ |
| ---- | ---------------- | ------ | ----- | - | - | - | - | -- |
| 1983 | СРСР (юніорська) | ЮЧЄ    |       | 5 | 3 | 0 | 3 | 0  |
| 1985 | СРСР (молодіжна) | МЧС    |       | 7 | 1 | 1 | 2 | 0  |